# Kirchspiel Coesfeld

Gemeindewappen

Kirchspiel Coesfeld war bis 1969 eine Gemeinde im Kreis Coesfeld in Nordrhein-Westfalen. Ihr Gebiet gehört heute zur Stadt Coesfeld im Kreis Coesfeld. Die Gemeinde war eine der im Münsterland mehrfach vorkommenden „Kirchspielgemeinden“, die das bäuerliche Umland eines städtischen Kirchorts umfassten.

## Geografie

Stadt und Kirchspiel Coesfeld mit den zugehörigen Bauerschaften im 19. Jahrhundert

Die Gemeinde Kirchspiel Coesfeld umschloss die Stadt Coesfeld und besaß zuletzt eine Fläche von 83 km². Sie bestand aus den Bauerschaften Flamschen, Gaupel, Goxel, Harle, Stevede und Stockum.

## Geschichte
Das Gebiet der Gemeinde gehörte nach der Napoleonischen Zeit zunächst zur Bürgermeisterei Coesfeld im 1816 gegründeten Kreis Coesfeld. Mit der Einführung der Westfälischen Landgemeindeordnung wurde 1843 aus der Landbürgermeisterei Coesfeld das Amt Coesfeld, das ausschließlich die Gemeinde Kirchspiel Coesfeld umfasste. Seit der Aufhebung aller preußischen Einzelgemeindeämter im Jahre 1934 war Kirchspiel Coesfeld eine amtsfreie Gemeinde im Kreis Coesfeld.
Durch das Gesetz zur Neugliederung von Gemeinden des Landkreises Coesfeld wurden Stadt und Kirchspiel Coesfeld am 1. Juli 1969 zur neuen Stadt Coesfeld zusammengeschlossen.

## Einwohnerentwicklung
| Jahr | Einwohner | Quelle |
| ---- | --------- | ------ |
| 1832 | 3088      | [ 3 ]  |
| 1858 | 2948      | [ 4 ]  |
| 1871 | 2724      | [ 5 ]  |
| 1885 | 2679      | [ 6 ]  |
| 1895 | 2715      | [ 7 ]  |
| 1910 | 3303      | [ 8 ]  |
| 1939 | 3401      | [ 9 ]  |
| 1946 | 4808      | [ 10 ] |
| 1950 | 4495      | [ 1 ]  |
| 1969 | 4593      | [ 1 ]  |